# Síndrome de Legg-Calvé-Perthes
El síndrome de Legg-Calvé-Perthes, conocido vulgarmente como enfermedad de Perthes, es una enfermedad infantil que cursa con necrosis de la cabeza del fémur, como consecuencia de una falta de aporte sanguíneo; suele ser unilateral.

## Historia
En 1897 Karel Maydl realizó la primera descripción de la patología. En 1909 Henning Waldenström la relacionó con la tuberculosis. Finalmente, en 1910 los investigadores Arthur Legg, Jacques Calvé y Georg Perthes llegaron simultáneamente a la conclusión de que se trataba de una enfermedad independiente, sin relación alguna con la tuberculosis.
Un análisis multidisciplinario publicado en el año 2019 en la Revista Médica del Instituto Mexicano del Seguro Social (México) planteó el posible origen de esta enfermedad a través de reportes paleopatológicos. Los autores proponen que posiblemente los primeros humanos que presentaron esta entidad se encontraron en China.

## Epidemiología
La incidencia de esta enfermedad es variable: según el país de estudio, varía entre 4 y 32 niños por cada 100 000. A pesar de que puede darse entre 3 y 12 años, afecta principalmente a infantes de entre 5 y 7 años, con cuatro veces mayor incidencia en el sexo masculino que en el femenino.

## Etiopatogenia
El origen de la enfermedad no está claro. Algunas teorías la relacionan con haber padecido previamente sinovitis; también con una maduración ósea retrasada respecto a la edad. Otros factores que se han mencionado son la trombofilia, fibrinolisis, problemas endocrinos, traumatismos, exceso de carga, factores genéticos o perinatales.
Como consecuencia de la falta de flujo sanguíneo, se produce una necrosis de la cabeza del fémur. Esto afecta al proceso de crecimiento: la epífisis y la fisis se sueldan precozmente, desequilibrando los procesos de crecimiento del cuello del fémur y del trocánter, afectando consiguientemente a la cabeza del fémur y al acetábulo. Esto produce una marcha anómala del niño debido al dolor que, a veces, se irradia a lo largo del muslo y rodilla. Asimismo, puede aparecer atrofia de unos músculos, y espasmo de otros. El dolor y la cojera se acentúan con la actividad física. La movilidad de la articulación coxofemoral también queda afectada. Existen signos radiográficos, donde pueden identificarse cuatro etapas:
1. Etapa inicial: se detiene el crecimiento de la epífisis de la cabeza del fémur; aparece una zona de fractura subcondral; la cabeza se ve más densa. Esta fase dura unos 6 meses.
2. Etapa de fragmentación: esclerosis en algunas zonas de la cabeza, alternada con  zonas claras; su parte central se separa de las zonas laterales; el acetábulo cobra forma irregular. Esta fase dura unos 8 meses.
3. Etapa de reosificación: comienza la regeneración de la cabeza femoral, con reabsorción de los tejidos de desecho y sustitución con materiales nuevos;[6] la cabeza va redondeándose. Es la fase más larga, de unos 13 meses.
4. Etapa residual: se prolonga durante todo el proceso de crecimiento; no hay cambios en la densidad, pero puede producirse una remodelación del hueso (tanto en la cabeza femoral como en el acetábulo).

A largo plazo, la evolución de los pacientes que han padecido Legg-Calvé-Perthes en la infancia suele ser buena en su mayoría; no obstante, es frecuente la tendencia a padecer dolor o artritis de cadera.

## Tratamiento y evolución
El objetivo principal suele ser mantener la coaptación de la cabeza del fémur en el acetábulo, para favorecer así su remodelación correcta. Sin embargo, no hay consenso sobre cuál es el mejor sistema para conseguir este objetivo.
Existen diferentes tratamientos, que se aplican según las características de cada caso:
- En medicina, tratamiento conservador (AINE-s, buscando la analgesia y la antiinflamación) o quirúrgico.
- Tratamiento ortoprotésico, con yesos u ortesis para descarga de la articulación.[8]
- Fisioterapia, con principal protagonismo de la kinesiterapia para mantener la movilidad articular y la fuerza muscular; se evita asimismo el ejercicio físico que suponga impacto local, priorizando otro tipo de deportes como natación o bicicleta.

Cuando la enfermedad se diagnostica antes de los 6 años, el pronóstico y la evolución suelen ser mejores, en relación con la vascularización y forma ósea.

## Veterinaria
La enfermedad de Legg-Calvé-Perthes se describió en perros en 1935. Se presenta principalmente en animales de raza pequeña, como caniches o terriers, entre los 4 y 12 meses de edad, y generalmente en aquellos con un peso inferior a los 20 kg. Se observa una cojera unilateral en el afectado, llegando a ser bilateral en el 15 % de los casos. No hay predominancia de sexos, como en el ser humano. El tratamiento de elección es quirúrgico, por sus buenos resultados; también existe tratamiento conservador, que obtiene menor tasa de resultados favorables (menos de un 25 %).